# Hanomag
Hannoversche Maschinenbau AG (Hanomag) — крупный немецкий машиностроительный завод. В основном производит (в том числе и на экспорт) грузовые и легковые автомобили, локомотивы, тракторы.

## История
Предшественником завода стал Eisen-Giesserei und Maschinenfabrik, который был основан 6 июня 1835 года в Ганновере Георгом Эгесторффом. Данный завод поначалу выпускал станционные паровые двигатели, но в ввиду массового, в то время, строительства железных дорог, скоро сменил направление и уже в 1846 году выпустил свой первый паровоз. К 1870 году завод выпускает около 500 паровозов, а в 1871 году меняет своё название на Hannoversche Maschinenbau AG. Этот год и считается годом рождения нынешнего завода.
В 1905 году завод получает контракт от немецкой армии и налаживает выпуск паровых автомобилей, а в 1912 году завод выпускает свой первый трактор.
В 1920-х годах компания приобрела марку KMV КМВ (Kleinmotorenwagen — маломоторные автомобили), основанную в Берлине после Первой мировой войны инженерами Ф. Бёллером и К. Поличем. Они создали двухместный автомобиль, позднее названный 2/10 PS, массой не более 370 кг с задним расположением мотора и коробки передач. Ширину машины буквально определила ширина двухместного сидения. С расположением двигателя возле заднего моста, не понадобился карданный вал а узкая колея колёс позволяла обойтись без дифференциала. Не было крыльев и подножки. Всего было продано около 16 тысяч машин.
Во время Второй мировой войны компанией выпускались колёсно-гусеничные бронетранспортёры и грузовые автомобили:  SdKfz 11, SdKfz 251.
В 1952 году Hanomag вошла в состав машиностроительного и сталелитейного концерна Rheinstahl-Union Maschinen- und Stahlbau AG, а в 1958 году была включена в состав его машиностроительного подразделения Rheinstahl-werke AG и переименована в Rheinstahl-Hanomag. В декабре 1968 года Hanomag был объединён с автомобильным подразделением корпорации Henschel, в результате чего появилась новая компания Hanomag-Henschel. В свою очередь, в 1973 году эта компания вошла в состав компании Daimler-Benz.
В 2002 году компанию полностью выкупает японский машиностроительный гигант Komatsu.